# (3499) Hoppe
(3499) Hoppe es un asteroide perteneciente al cinturón de asteroides, descubierto el 3 de noviembre de 1981 por Freimut Börngen y el también astrónomo K. Kirsch desde el Observatorio Karl Schwarzschild, en Tautenburg, Alemania.

## Designación y nombre
Designado provisionalmente como 1981 VW1 . Fue nombrado Hoppe en homenaje al astrónomo alemán Johannes Hoppe.